# Montricoux
Montricoux ist eine französische Gemeinde mit 1.175 Einwohnern (Stand 1. Januar 2022) im Département Tarn-et-Garonne in der Region Okzitanien (zuvor Midi-Pyrénées). Sie gehört zum Kanton Aveyron-Lère und zum Arrondissement Montauban. Die Einwohner werden Montricounais genannt.

## Geografie
Montricoux liegt etwa 21 Kilometer ostnordöstlich von Montauban. Im Süden begrenzt der Fluss Aveyron die Gemeinde. Umgeben wird Montricoux von den Nachbargemeinden Saint-Cirq im Norden, Saint-Antonin-Noble-Val und Cazals im Nordosten, Penne im Osten, Bruniquel im Süden und Südosten, Nègrepelisse im Südwesten, Bioule im Westen, sowie Caussade im Nordwesten.
| Jahr      | 1962 | 1968 | 1975 | 1982 | 1990 | 1999 | 2006  | 2018  |
| --------- | ---- | ---- | ---- | ---- | ---- | ---- | ----- | ----- |
| Einwohner | 784  | 801  | 726  | 754  | 909  | 970  | 1.021 | 1.196 |

## Sehenswürdigkeiten

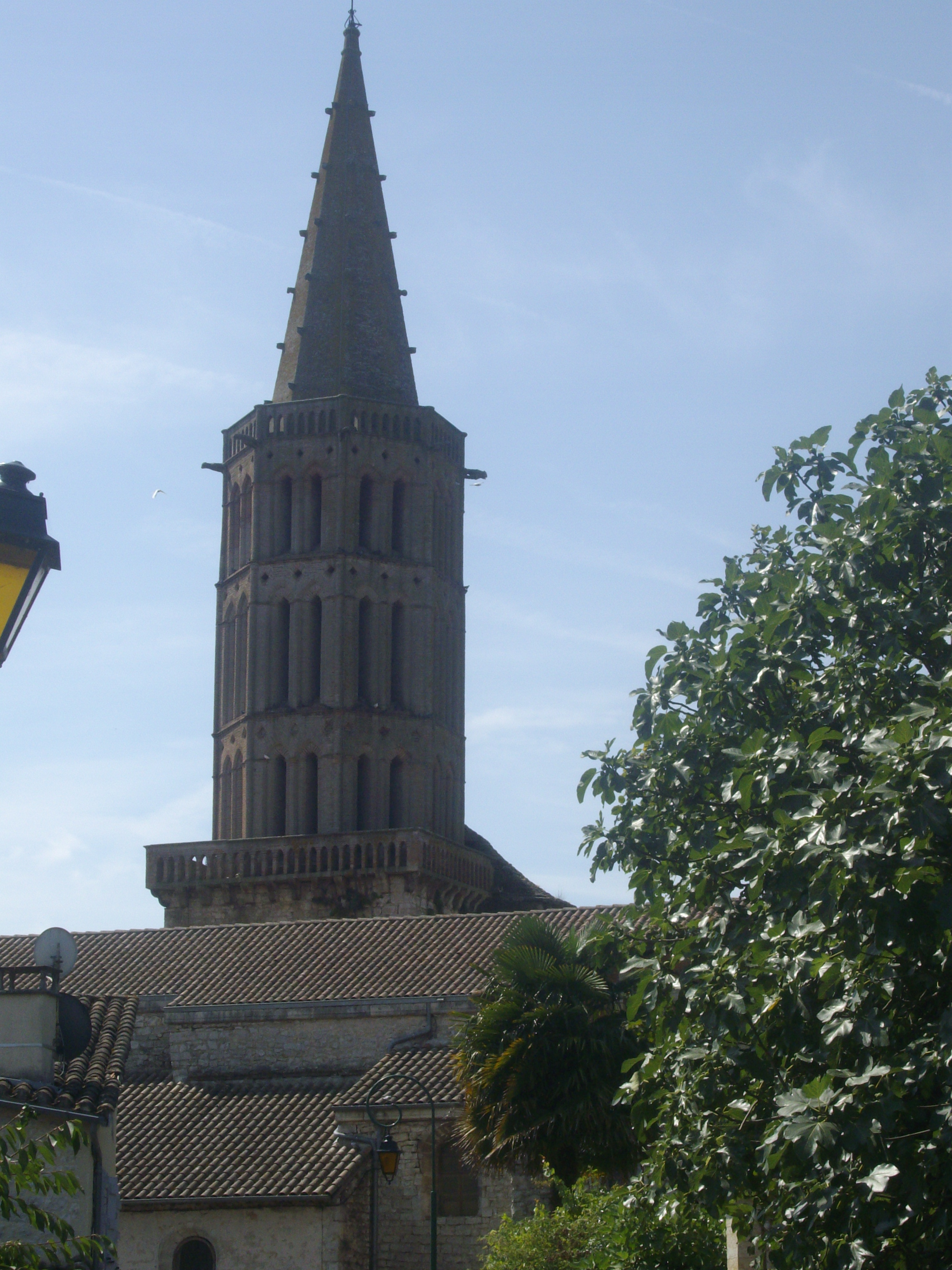
Kirche Saint-Pierre
- Kirche Saint-Laurent
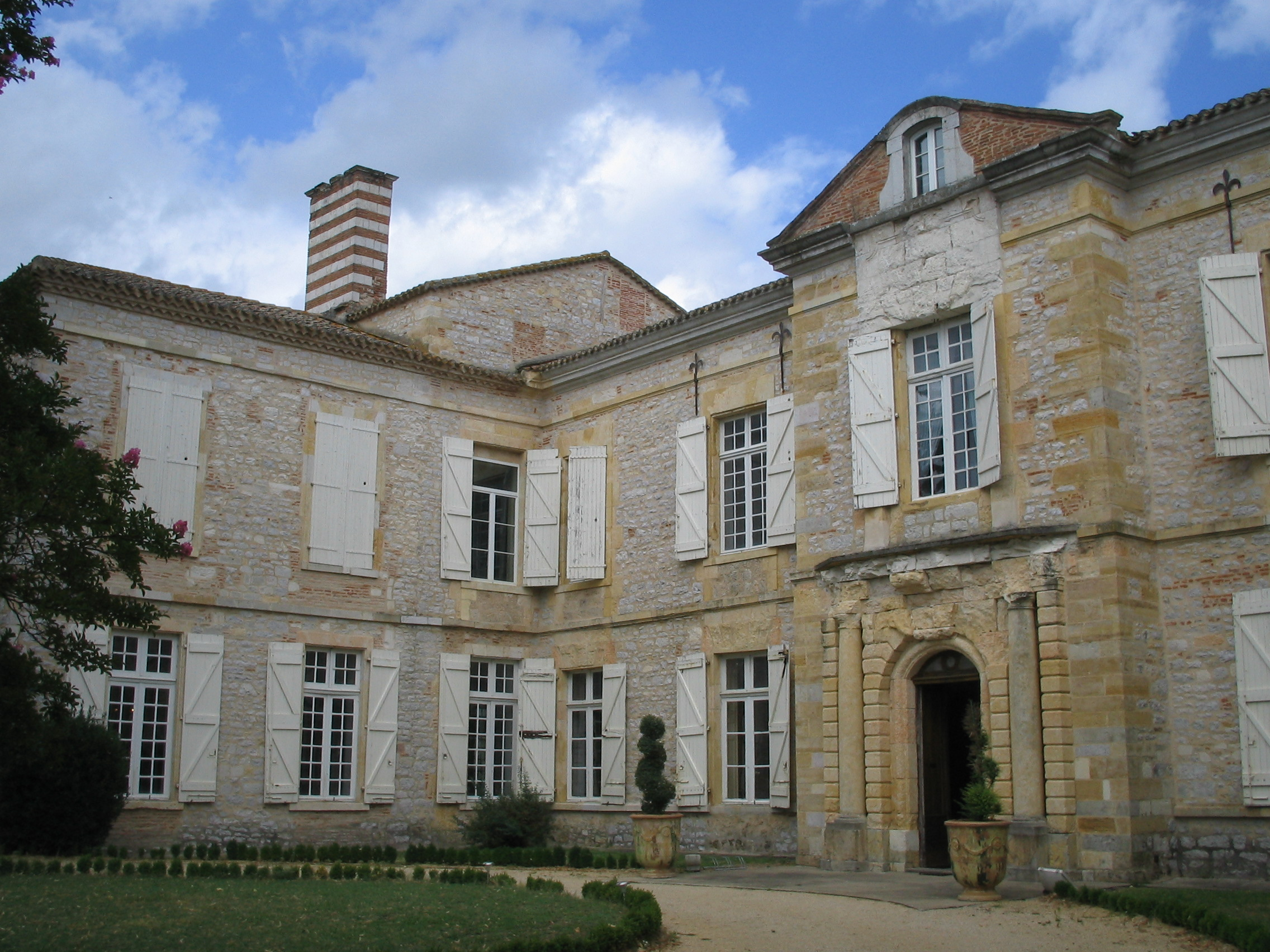
Schloss Montricoux

- Kirche Saint-Pierre
- Schloss Montricoux